# Коронована пустинарка
Коронована пустинарка (Pterocles coronatus) е вид птица от семейство Pteroclididae. Видът е незастрашен от изчезване.

## Разпространение
Разпространен е в Афганистан, Алжир, Чад, Египет, Индия, Иран, Израел, Йордания, Либия, Мавритания, Мароко, Нигер, Оман, Пакистан, Саудитска Арабия, Судан, Тунис, Западна Сахара и Йемен.